# Wehrer Mühle
Die Wehrer Mühle ist eine ehemals am Rodebach gelegene Wassermühle mit einem unterschlächtigen Wasserrad in Selfkant, einer ländlichen Gemeinde im nordrhein-westfälischen Kreis Heinsberg.

## Geographie
Die Wehrer Mühle hat ihren Standort auf der linken Bachseite in der Mühlenstraße 5 im Ortsteil Wehr in der Gemeinde Selfkant. Das Gelände, auf dem das Hof- und Mühlengebäude steht, hat eine Höhe von ca. 45 m über NN. Nachbarmühlen sind oberhalb die Istrater Mühle sowie unterhalb die Vollmühle Tüddern in Tüddern.

## Gewässer
Der Rodebach versorgte bis in das letzte Jahrhundert vierzehn Mühlen mit Wasser. Der Bach beginnt an einem Rückhaltebecken in der Nähe von Siepenbusch in der Stadt Übach-Palenberg in einer Höhe von 105 m über NN. Bis zur Mündung in die Geleenbeek bei Oud-Roosteren in den Niederlanden hat der Rodebach eine Länge von 28,9 km. Die Mündungshöhe beträgt 29 m über NN. Die Pflege und Unterhaltung des Rodebachs und seiner Nebenbäche unterliegt den jeweiligen, anliegenden Städten und Gemeinden.

## Geschichte
Die Wehrer Mühle steht an der linken Uferseite des Rodebachs sowie die Engelsmühle und die Roermolen. Erste Kunde über die Mühle gibt es aus dem 14. Jahrhundert. Die Geschichtsschreiber haben sonst nicht viel über die Mühle geschrieben. Bekannt ist, dass es sich um eine Mahlmühle mit zwei Mahlgängen gehandelt hat. Um die Jahrhundertwende vom 19. zum 20. Jahrhundert wurde dann eine Turbine zum Antrieb benutzt. Das Mühlengebäude ist in seiner Schönheit noch voll erhalten und zeigt im rückwärtigen Bereich noch einen gut erhaltenen und sehr selten anzutreffenden Steinkran.

## Galerie

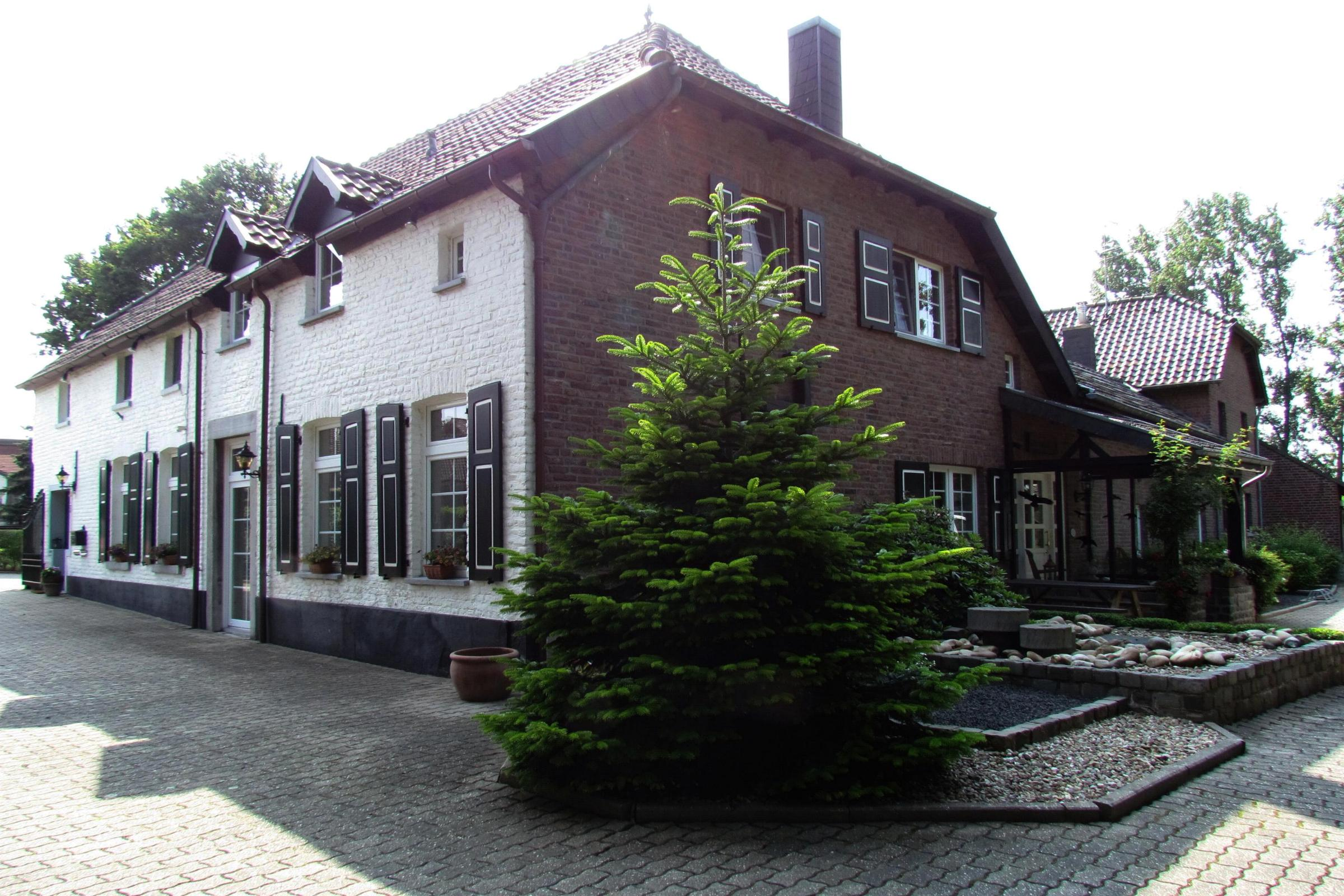
Rückseite der Wehrer Mühle
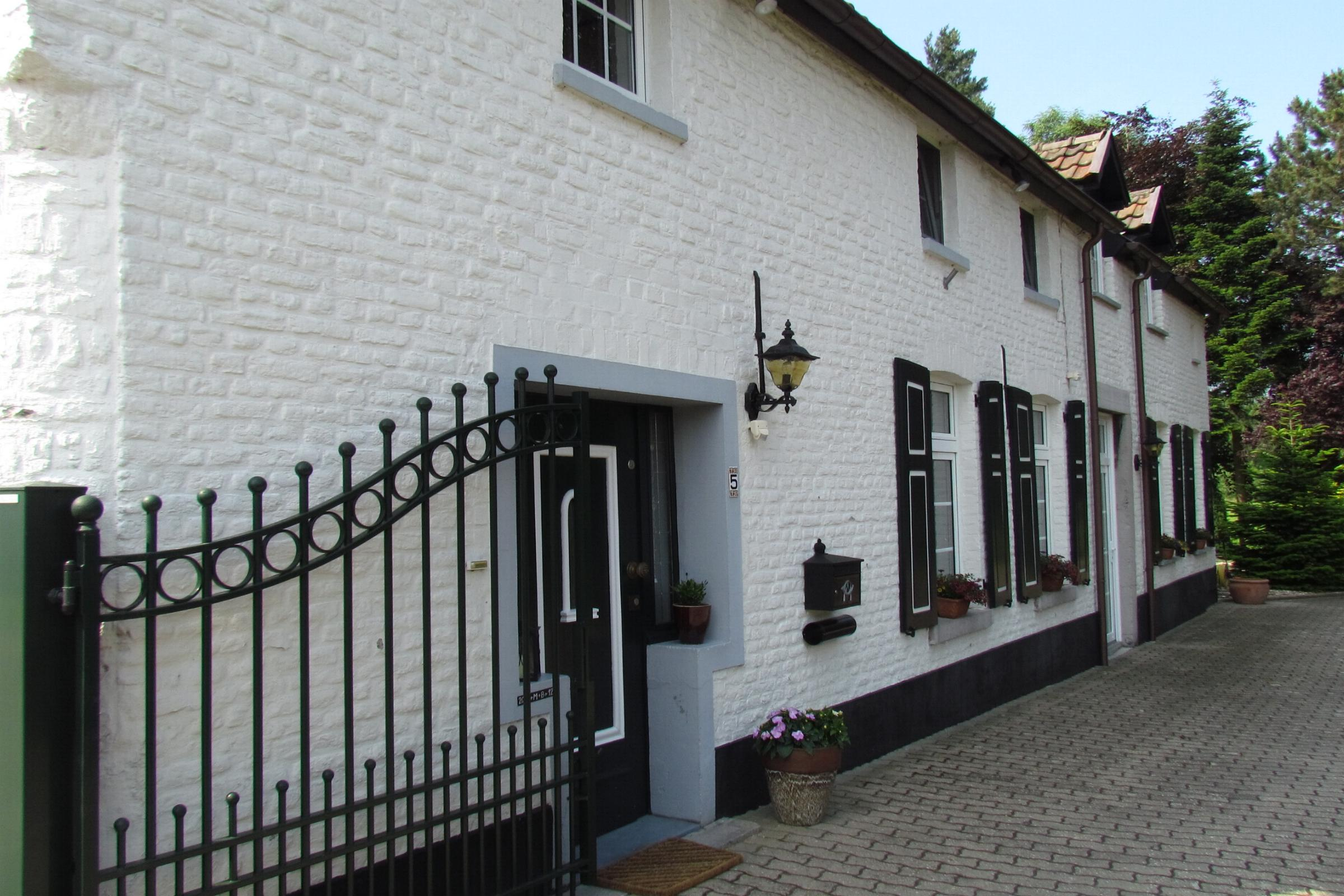
Schmuckstück Wehrer Mühle
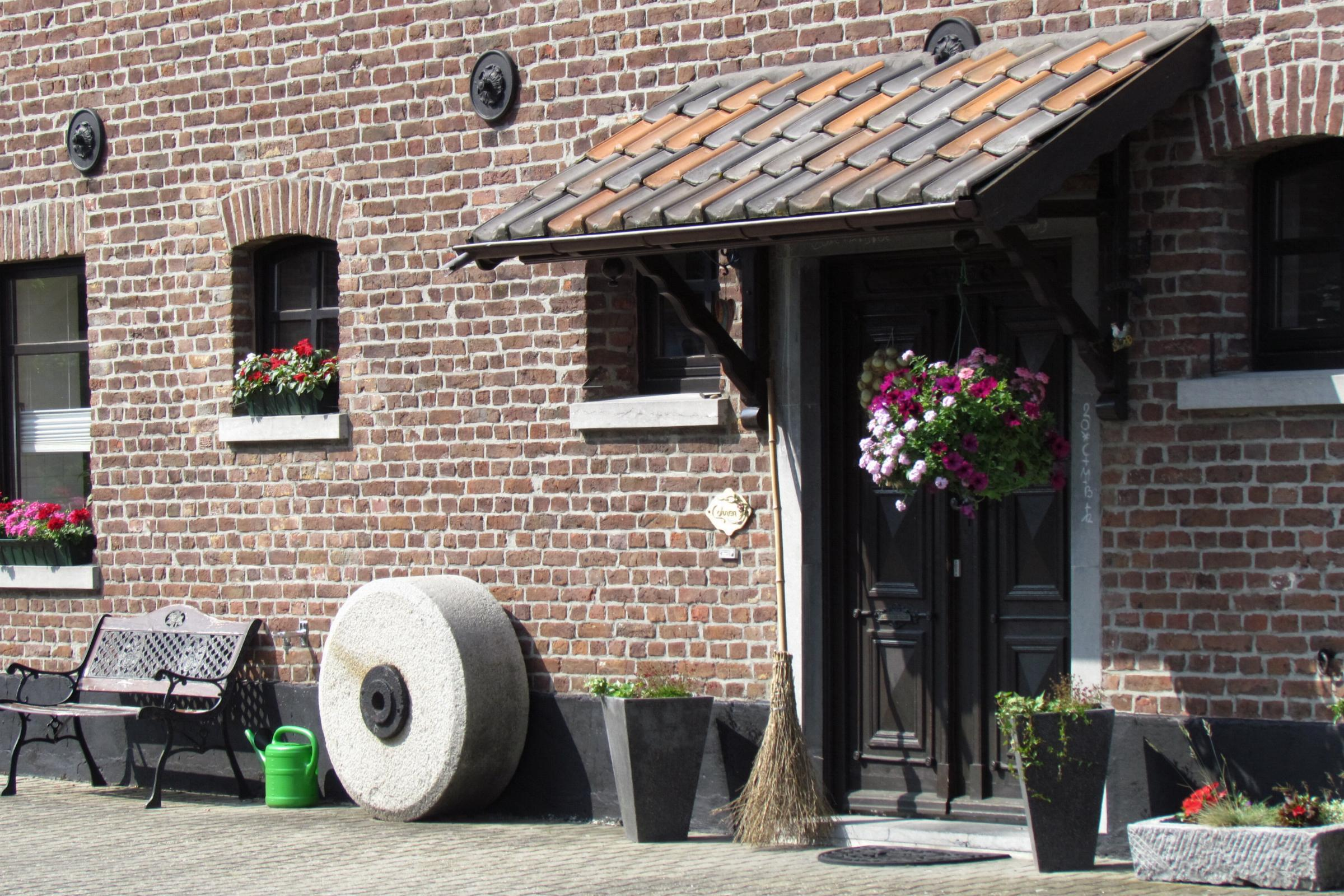
Dekorativer Wohneingang
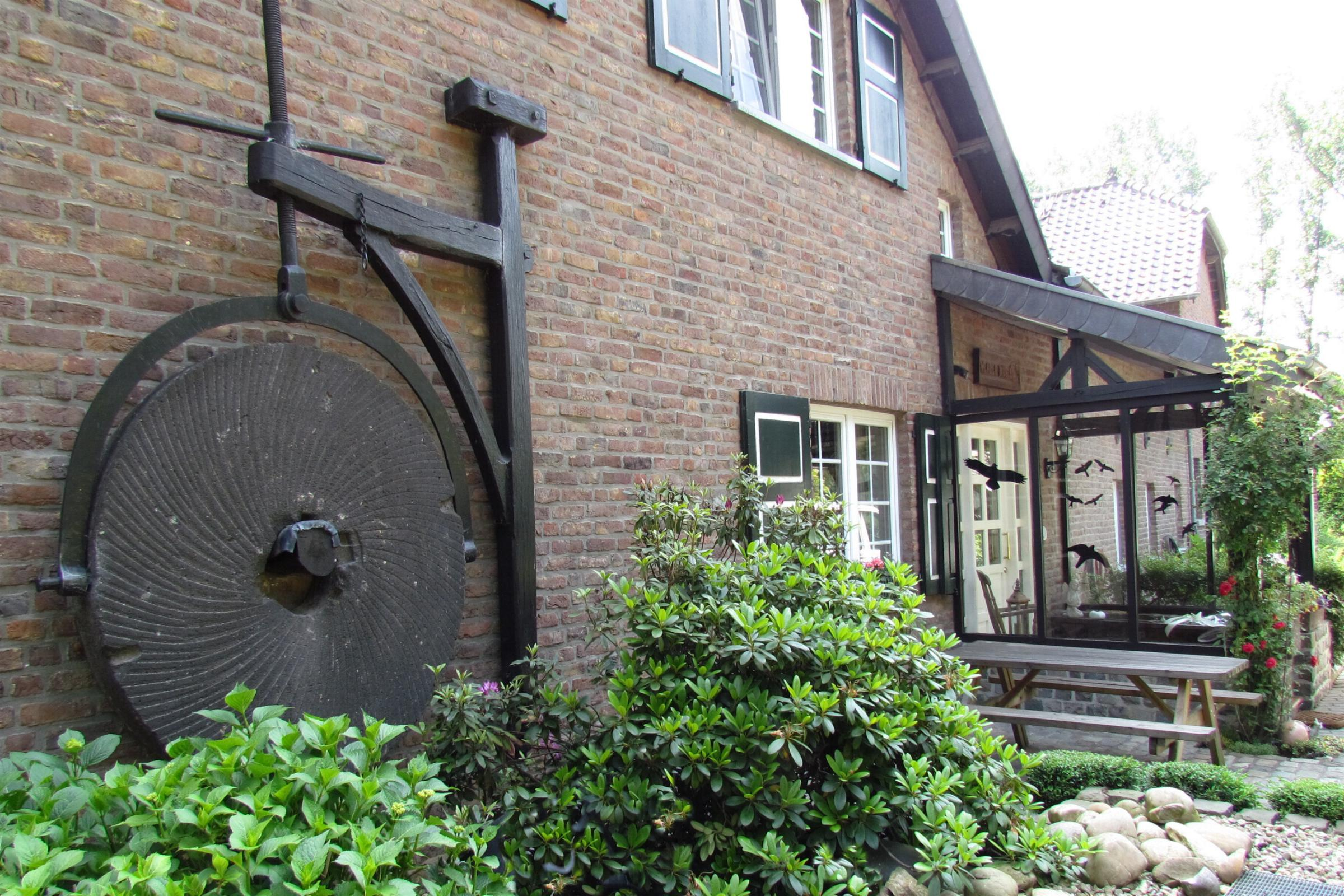
Steinkran mit Mahlstein
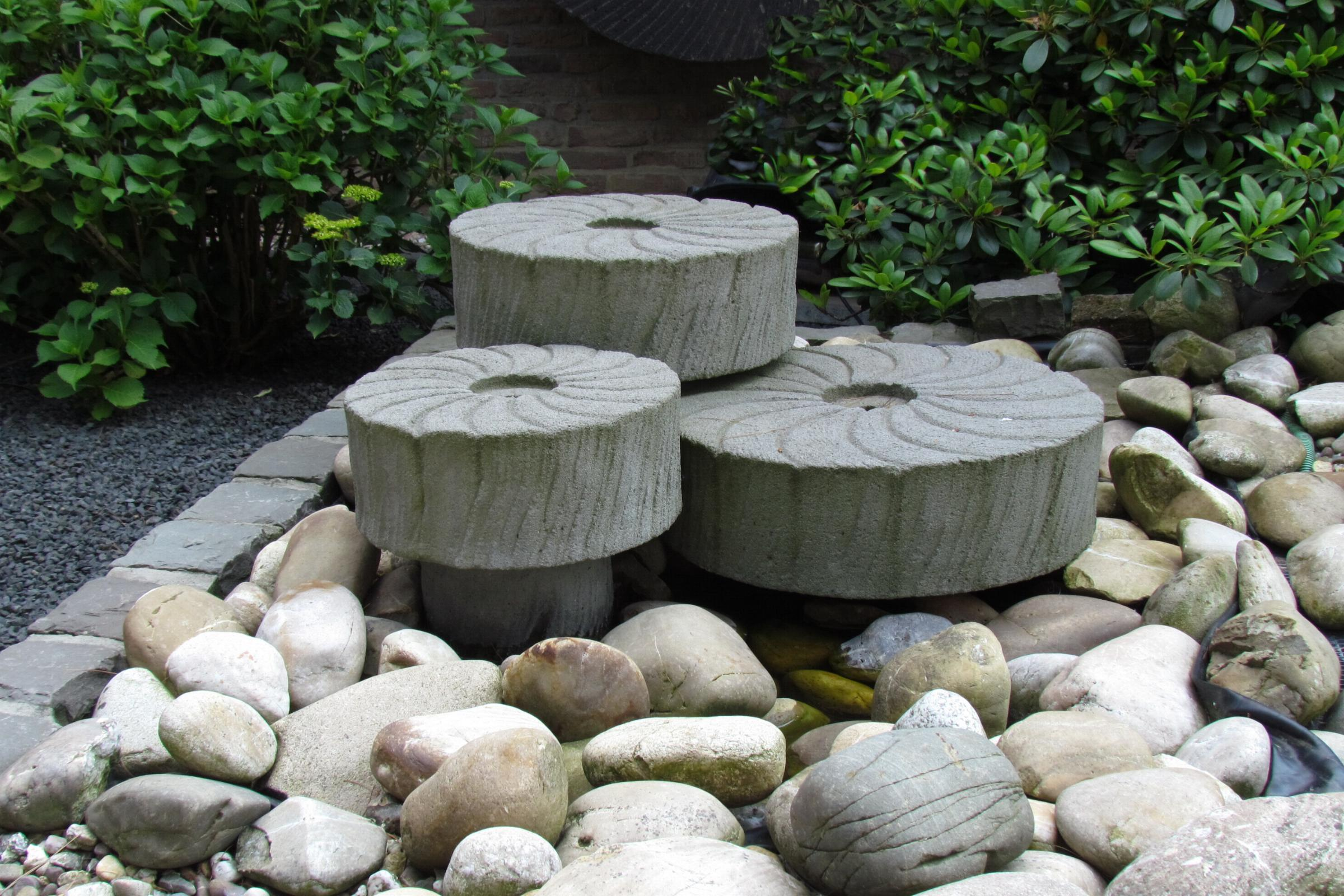
Moderne Mühlsteine als Springbrunnen
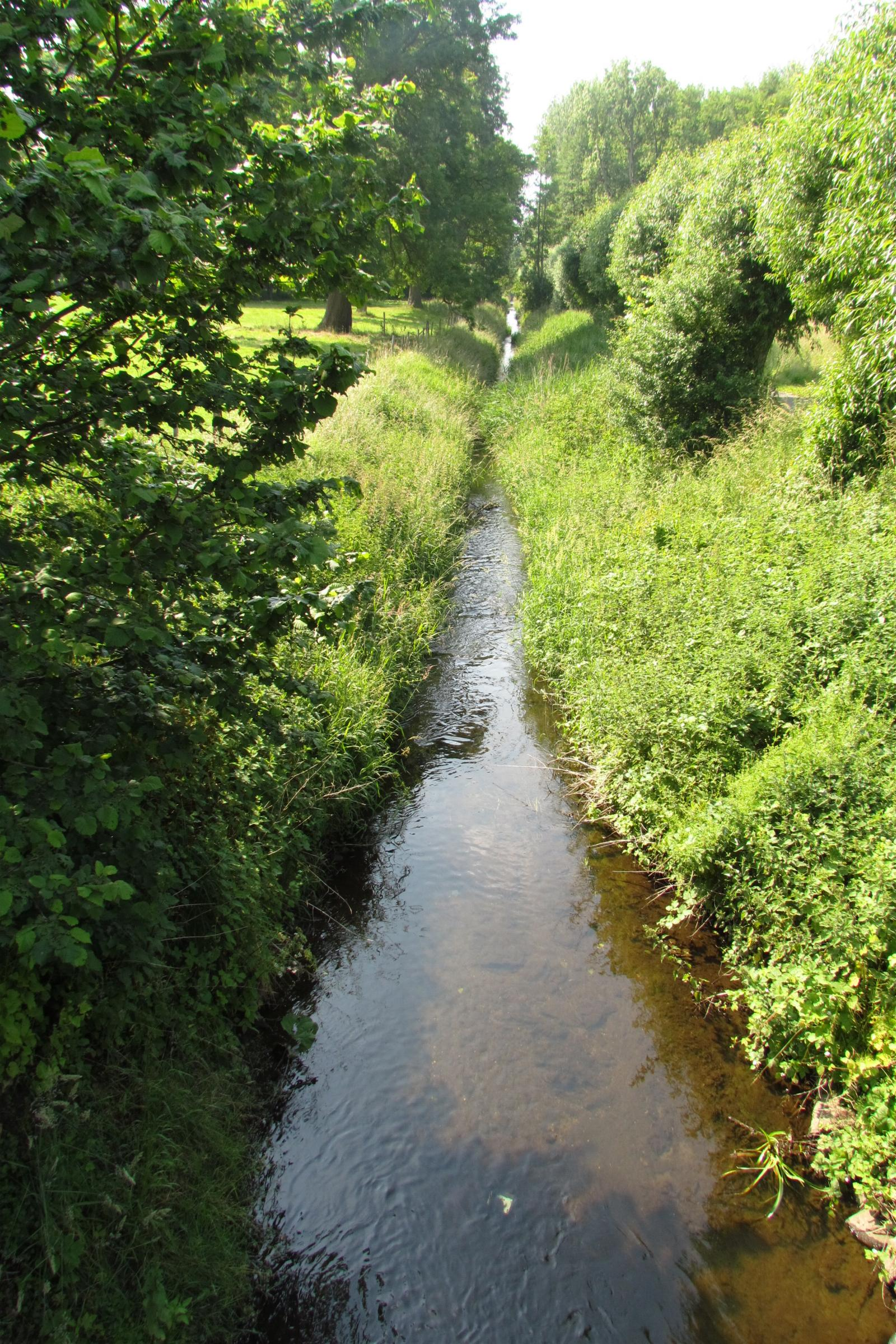
Rodebach in der Nähe der Wehrer Mühle
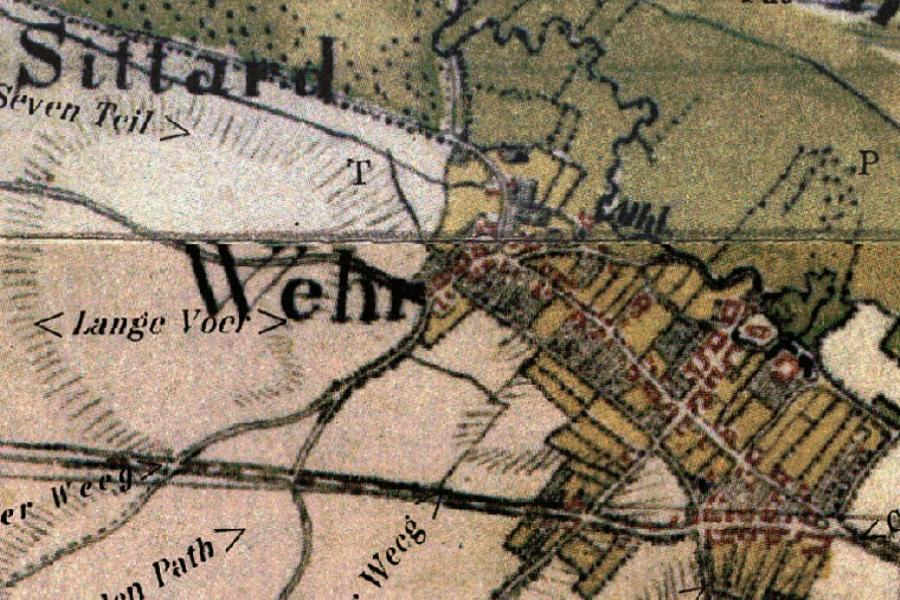
Tranchotkarte 1804/05